# Макилон, Антонио
Анто́нио Макило́н (исп. Antonio Maquilón; 29 ноября 1902, Лима — 20 апреля 1984, Лима) — перуанский футболист, защитник, участник чемпионата Южной Америки 1927, чемпионата Южной Америки 1929 и чемпионата мира 1930 года.

## Карьера

### Клубная
Антонио Макилон выступал за перуанские клубы «Спортиво Тарапака Феррокарриль», «Чирколо Спортиво Итальяно», «Атлетико Чалако». Его клубная карьера длилась с 1920 по 1935 год.

### В сборной
В составе сборной Перу он принял участие в чемпионате Южной Америки 1927 (провёл на турнире 2 матча), а затем в чемпионате Южной Америки 1929 (сыграл 3 матча).
Через год поехал в составе национальной команды на первый чемпионат мира в Уругвай. На турнире сыграл всего одну игру. За 6 матчей, проведённых в футболке сборной, ни разу не сумел отличиться.
| Матчи и голы Антонио Макилона за сборную Перу | Матчи и голы Антонио Макилона за сборную Перу | Матчи и голы Антонио Макилона за сборную Перу | Матчи и голы Антонио Макилона за сборную Перу | Матчи и голы Антонио Макилона за сборную Перу | Матчи и голы Антонио Макилона за сборную Перу | Матчи и голы Антонио Макилона за сборную Перу |
| --------------------------------------------- | --------------------------------------------- | --------------------------------------------- | --------------------------------------------- | --------------------------------------------- | --------------------------------------------- | --------------------------------------------- |
| №                                             | Дата                                          | Место проведения                              | Соперник                                      | Счёт                                          | Голы                                          | Турнир                                        |
| 1                                             | 13 ноября 1927                                | Лима, Перу                                    | Боливия                                       | 3:2                                           | -                                             | Чемпионат Южной Америки по футболу 1927       |
| 2                                             | 27 ноября 1927                                | Лима, Перу                                    | Аргентина                                     | 1:5                                           | -                                             | Чемпионат Южной Америки по футболу 1927       |
| 3                                             | 3 ноября 1929                                 | Буэнос-Айрес, Аргентина                       | Аргентина                                     | 0:3                                           | -                                             | Чемпионат Южной Америки по футболу 1929       |
| 4                                             | 11 ноября 1929                                | Буэнос-Айрес, Аргентина                       | Уругвай                                       | 1:4                                           | -                                             | Чемпионат Южной Америки по футболу 1929       |
| 5                                             | 16 ноября 1929                                | Буэнос-Айрес, Аргентина                       | Парагвай                                      | 0:5                                           | -                                             | Чемпионат Южной Америки по футболу 1929       |
| 6                                             | 18 июля 1930                                  | Монтевидео, Уругвай                           | Уругвай                                       | 0:1                                           | -                                             | Чемпионат мира 1930                           |

Итого: 6 матчей / 0 голов; 1 победа, 0 ничьих, 5 поражений.